# 200 mètres nage libre féminin aux Jeux olympiques d'été de 2020
Navigation
Rio 2016 Paris 2024
Le 200 m nage libre femmes est une épreuve des Jeux olympiques d'été de 2020 qui a eu lieu entre les 26 et 28 juillet au Centre aquatique olympique de Tokyo.

## Records
Avant cette compétition, les records dans cette discipline étaient :
| Record du monde  | 1:52.98 | Federica Pellegrini | 29 juillet 2009 | Rome, Italie         |
| Record olympique | 1:53.61 | Allison Schmitt     | 31 juillet 2012 | Londres, Royaume-Uni |

Le record suivant a été établi pendant la compétition :
| Date       | Tour   | Nom            | Nationalité | Temps   | Record |
| ---------- | ------ | -------------- | ----------- | ------- | ------ |
| 28 juillet | Finale | Ariarne Titmus | Australie   | 1:53.50 | OR     |

## Programme
L'épreuve de 200 m nage libre se déroule pendant trois jours consécutifs suivant le programme suivant :
Tous les horaires correspondent à l'UTC+9
| Date                     | Horaire | Manche       |
| ------------------------ | ------- | ------------ |
| Lundi 26 juillet 2021    | 19 h 00 | Séries       |
| Mardi 27 juillet 2021    | 10 h 30 | Demi-finales |
| Mercredi 28 juillet 2021 | 10 h 41 | Finale       |

## Médaillés
| Or             | Argent                     | Bronze         |
| Ariarne Titmus | Siobhán Bernadette Haughey | Penny Oleksiak |

## Résultats

### Séries
Les seize meilleures nageuses se qualifient pour les demi-finales.
| Rang | Série | Ligne | Nom                      | Nationalité      | Temps   | Remarques |
| ---- | ----- | ----- | ------------------------ | ---------------- | ------- | --------- |
| 1    | 2     | 4     | Katie Ledecky            | États-Unis       | 1:55.28 | Q         |
| 2    | 2     | 6     | Penny Oleksiak           | Canada           | 1:55.38 | Q         |
| 3    | 2     | 5     | Madison Wilson           | Australie        | 1:55.87 | Q         |
| 4    | 4     | 4     | Ariarne Titmus           | Australie        | 1:55.88 | Q         |
| 5    | 4     | 6     | Summer McIntosh          | Canada           | 1:56.11 | Q         |
| 6    | 4     | 5     | Yang Junxuan             | Chine            | 1:56.17 | Q         |
| 7    | 3     | 6     | Barbora Seemanová        | Tchéquie         | 1:56.38 | Q         |
| 8    | 3     | 5     | Siobhán Haughey          | Hong Kong        | 1:56.48 | Q         |
| 9    | 3     | 2     | Isabel Marie Gose        | Allemagne        | 1:56.80 | Q         |
| 10   | 2     | 3     | Charlotte Bonnet         | France           | 1:56.88 | Q         |
| 11   | 3     | 3     | Freya Anderson           | Grande-Bretagne  | 1:56.96 | Q         |
| 12   | 4     | 3     | Allison Schmitt          | États-Unis       | 1:57.10 | Q         |
| 13   | 4     | 7     | Annika Bruhn             | Allemagne        | 1:57.15 | Q         |
| 14   | 2     | 7     | Erika Fairweather        | Nouvelle-Zélande | 1:57.26 | Q         |
| 15   | 3     | 4     | Federica Pellegrini      | Italie           | 1:57.33 | Q         |
| 16   | 3     | 7     | Valeriya Salamatina      | ROC              | 1:58.33 | Q         |
| 17   | 2     | 1     | Janja Šegel              | Slovénie         | 1:58.38 |           |
| 18   | 3     | 1     | Joanna Evans             | Bahamas          | 1:58.40 |           |
| 19   | 4     | 1     | Andrea Murez             | Israël           | 1:58.97 |           |
| 20   | 4     | 2     | Li Bingjie               | Chine            | 1:59.03 |           |
| 21   | 2     | 2     | Veronika Andrusenko      | ROC              | 1:59.17 |           |
| 22   | 3     | 8     | Snæfríður Jórunnardóttir | Islande          | 2:00.20 | NR        |
| 23   | 4     | 8     | Elisbet Gámez            | Cuba             | 2:00.56 |           |
| 24   | 1     | 4     | Ieva Maļuka              | Lettonie         | 2:03.75 |           |
| 25   | 1     | 3     | Beatriz Padrón           | Costa Rica       | 2:04.56 |           |
| 26   | 2     | 8     | Nguyễn Thị Ánh Viên      | Viêt Nam         | 2:05.30 |           |
| 27   | 1     | 5     | Gabriela Santis          | Guatemala        | 2:07.24 |           |
| 28   | 1     | 6     | Lina Khiyara             | Maroc            | 2:08.80 |           |
| 29   | 1     | 2     | Gabriella Doueihy        | Liban            | 2:11.29 |           |

### Demi-finales
Les huit meilleures nageuses se qualifient pour la finale.
| Rang | Série | Ligne | Nom                 | Nationalité      | Temps   | Remarques |
| ---- | ----- | ----- | ------------------- | ---------------- | ------- | --------- |
| 1    | 1     | 5     | Ariarne Titmus      | Australie        | 1:54.82 | Q         |
| 2    | 1     | 6     | Siobhán Haughey     | Hong Kong        | 1:55.16 | Q         |
| 3    | 2     | 4     | Katie Ledecky       | États-Unis       | 1:55.34 | Q         |
| 4    | 1     | 3     | Yang Junxuan        | Chine            | 1:55.98 | Q         |
| 5    | 2     | 6     | Barbora Seemanová   | Tchéquie         | 1:56.14 | Q, NR     |
| 6    | 1     | 4     | Penny Oleksiak      | Canada           | 1:56.39 | Q         |
| 7    | 2     | 8     | Federica Pellegrini | Italie           | 1:56.44 | Q         |
| 8    | 2     | 5     | Madison Wilson      | Australie        | 1:56.58 | Q         |
| 9    | 2     | 3     | Summer McIntosh     | Canada           | 1:56.82 |           |
| 10   | 1     | 7     | Allison Schmitt     | États-Unis       | 1:56.87 |           |
| 11   | 2     | 2     | Isabel Marie Gose   | Allemagne        | 1:57.07 |           |
| 12   | 2     | 7     | Freya Anderson      | Grande-Bretagne  | 1:57.10 |           |
| 13   | 1     | 2     | Charlotte Bonnet    | France           | 1:57.35 |           |
| 14   | 2     | 1     | Annika Bruhn        | Allemagne        | 1:57.62 |           |
| 15   | 1     | 8     | Valeriya Salamatina | ROC              | 1:58.98 |           |
| 16   | 1     | 1     | Erika Fairweather   | Nouvelle-Zélande | 1:59.14 |           |

### Finale
Le record olympique d'Allison Schmitt est amélioré par l'Australienne Ariarne Titmus durant cette finale.
| Rang | Ligne | Nom                 | Nationalité | Temps   | Remarques |
| ---- | ----- | ------------------- | ----------- | ------- | --------- |
| 1    | 4     | Ariarne Titmus      | Australie   | 1:53.50 | OR        |
| 2    | 5     | Siobhán Haughey     | Hong Kong   | 1:53.92 | AR        |
| 3    | 7     | Penny Oleksiak      | Canada      | 1:54.70 |           |
| 4    | 6     | Yang Junxuan        | Chine       | 1:55.01 |           |
| 5    | 3     | Katie Ledecky       | États-Unis  | 1:55.21 |           |
| 6    | 2     | Barbora Seemanová   | Tchéquie    | 1:55.45 | NR        |
| 7    | 1     | Federica Pellegrini | Italie      | 1:55.91 |           |
| 8    | 8     | Madison Wilson      | Australie   | 1:56.39 |           |